# Köves József
Köves József (Budapest, 1938. július 7. – 2025. január 6.) magyar könyvkiadó, író, újságíró.

## Életpályája
Köves Jenő (1907–1981) villanyszerelő és Fried Margit (1907–1990) fiaként született. A második világháború alatt apját munkaszolgálatosként a keleti harctérre vezényelték, ahonnan sikerült megszöknie és szovjet fogságba esett. Hazatérését követően 75 százalékos hadirokkantnak minősítették.
1961–1962-ben a MÚOSZ Újságíró Iskola diákja volt. 1975–1981 között az ELTE BTK könyvtár–magyar szakos hallgatója volt.
1956–1957-ben az ercsi cukorgyárban adminisztrátorként dolgozott. 1959-ben a Pest-Budai Vendéglátó Vállalatnál volt raktáros-adminisztrátor. 1959–1970 között az Állami Könyvterjesztő Vállalat propaganda előadója volt. 1970–1972 között egy üzemi lapnál volt újságíró.
1972-től öt évig a Művelt Nép Könyvterjesztő sajtócsoportjának vezetője volt. 1977–1985 között a Magyar Könyvkiadók és Könyvterjesztők Egyesülése propagandaosztályának vezető helyettese volt.
1985-től a Rádióban dolgozott. 1990-ben a 7Lapnál volt újságíró és szerkesztő. 1992 óta a K.u.K. Könyvkiadó vezetője.

## Magánélete
- 1962-ben házasságot kötött Kemény Juliannával. (Írói neve: Köves J. Julianna). Egy fiuk született; Köves Gábor (1967).

## Színházi munkái
A Színházi adattárban regisztrált bemutatóinak száma; szerzőként: 4; 
- Nyakigláb, Csupaháj, Málészáj (1979, 1987, 2000, 2015)

## Művei
- Hullámvasút / Isten az ablakban / Zsákutca (kisregények, 1968)
- Nyakigláb, Csupaháj, Málészáj (mesejáték, 1979, 1987, 2002, 2015)
- A könyvnapok 50 éve (tanulmány, 1979)
- A közös kutya (ifjúsági regény, 1982-1983,1987, 2004)
- Labdarúgás alulnézetben (Gál Róberttel, riportregény, 1983)
- A griff-licenc (szatirikus kisregény és elbeszélés, 1984)
- Álmaink idegen városa (elbeszélések, 1989)
- Nagy vicckönyv I-II. (Menkó Lászlóval, 1995-1996)
- Poénparádé (1997)
- Kebelbarátok könyve (antológia, összeállította Baranyi Ferenccel, 1997)
- A legnagyobb vicckönyv 10000 viccel (1999)
- Ha jól emlékszem... Egyik életem (2002)
- Könyvhetek krónikája. Az Ünnepi Könyvhét 75 éve (Murányi Gáborral, 2004)
- Monet kertje – meg minden (elbeszélések, versek, 2008)
- Kis-nagy vicckönyv. A legnagyobb vicckönyv kisöccse 3500 viccel (2002)
- Lájkolom a magyar nyelvet. Versek (2011)
- Bambi, fecske, szocreál. Szubjektív szótár (2013)
- A csöszmödi borszálló. Szatirikus regény (2014)
- Ki hallgat meg egy villamost? Novellák, egypercesek (2015)
- Elfelejtett királynők – Szépségek és sorsok (2016)
- A hűség négy lábon jár. Magyar írók kutyákról; vál., szerk. Köves József; K. u. K., Budapest, 2017 (Kutyatár)
- Bambi, Közért, kupleráj. Szubjektív szótár; K.U.K., Budapest (2018)
- Hajlékony hajléktalan. Regény. Budapest (2019)
- Színházi anekdoták. Mosoly mindenkinek; gyűjt., vál. Köves József, ill. Török Tivadar; K.u.K., Budapest (2019)
- Isten veled, tiszavirág!; Kossuth, Budapest (2020)
- Zsebre tett kézzel. Prehumusz versek; Papirusz Book, Budapest (2021)
- Szemenszedett irodalomtörténet. Elolvasókönyv. K. u. K., Budapest (2022)
- A betörő és a dizőz. Regény. K. u. K. Budapest (2023)
- A hódító gyilkos. Moziregény. Hekus Dönci szökései; K. u. K., Budapest, 2024

## Filmjei
- Közös kutya (1983)

## Díjai, elismerései
- Szocialista Kultúráért (1979)